# Otmar Mácha
Otmar Mácha (Mariánské Hory, Ostrava, 2 octobre 1922 – Pardubice, 14 décembre 2006) est un compositeur tchèque,, metteur en scène et dramaturge. Il a été membre (1995) du groupe Quattro de compositeurs tchèques avec Sylvie Bodorová, Luboš Fišer et Zdeněk Lukáš. De 1943 à 1945, il a étudié au Conservatoire de Prague. À partir de 1947, il travaille comme directeur musical et dramaturgique pour la radio de Prague.

## Œuvres
Il laisse de la musique de chambre (dont 3 quatuors à cordes), de la musique pour chœur, un ballet (Broučci, 1992) de la musique sacrée, de nombreuses pièces pour orchestre. Il a également écrit pour le cinéma.
Opéras :
- Polapená nevěra [L'Infidelité démasquée] (1958)
- Jezero Ukereve [Le lac Ukereve] (1963)
- Svatba na oko [Le mariage simulé]
- Tarzanova smrt [La mort de Tarzan] (1963)
- Nenávistná láska (2002)
- Metamorphoses (1981) pour la télévision